# Louis Dubois (peintre)
Pour les articles homonymes, voir Louis Dubois et Dubois.
Louis Dubois, né à Bruxelles le 13 décembre 1830 et mort à Schaerbeek le 28 avril 1880, est un peintre paysagiste belge.

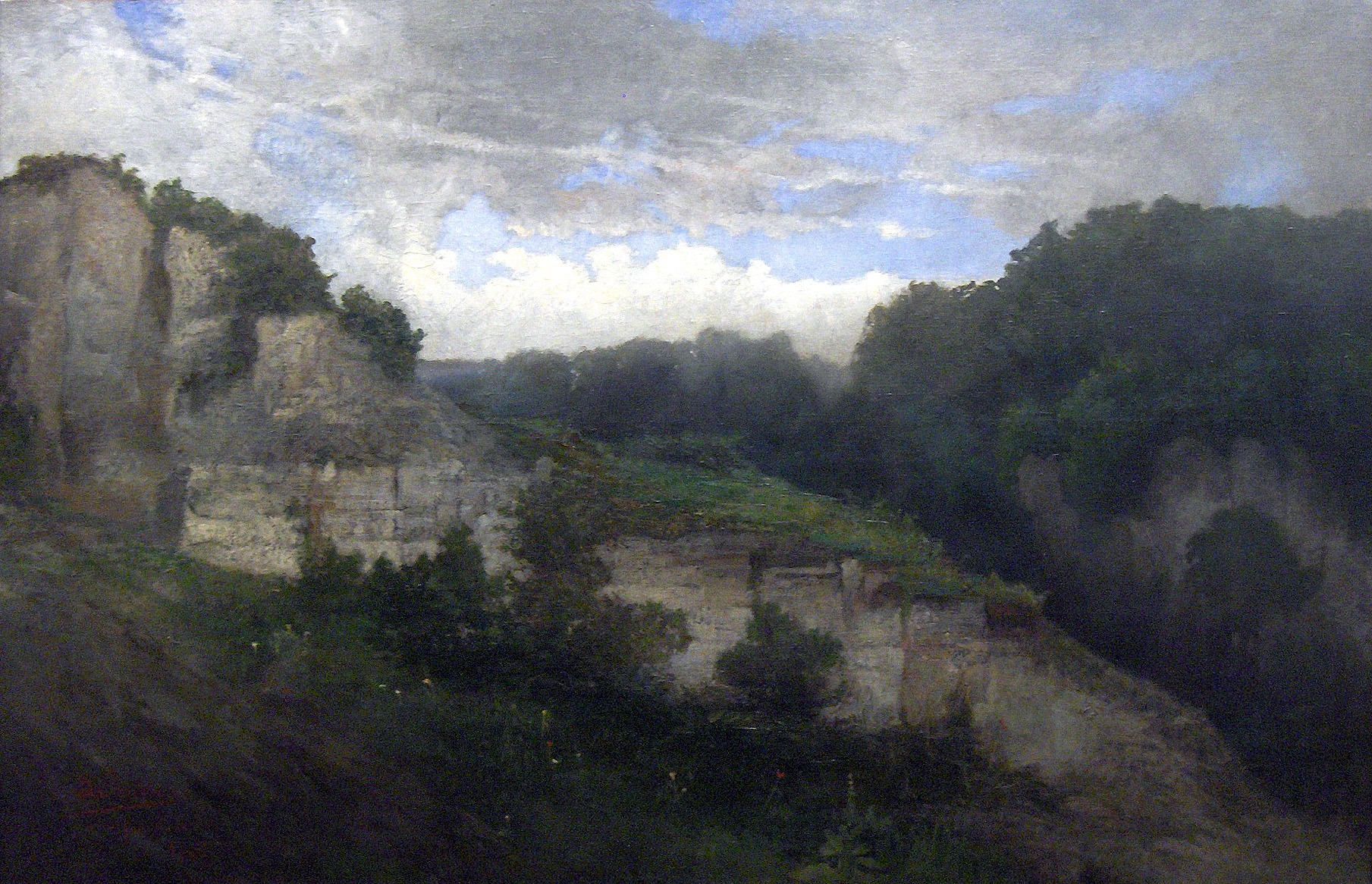
"Les Hauteurs de Beez" (1861)
(musées royaux des Beaux-Arts de Belgique, Bruxelles)

## Biographie
Louis Dubois, né à Bruxelles le 13 décembre 1830, est le fils de Jean Baptiste Dubois, négociant, et de Catherine Bannolly. En 1846, il fréquente l'Atelier libre Saint-Luc, fondé par Tony Voncken.
De 1848 à 1851, il étudie à l'Académie des Beaux-arts de Bruxelles (atelier de Léon Navez), puis fréquente l'atelier de Thomas Couture, à Paris. 
Sur le plan privé, Louis Dubois épouse en premières noces, à Bruxelles, le 30 mai 1861 Françoise Le Grand (1828-1870) et se remarie avec Philomène Melon, veuve du peintre Camille Venneman, à Schaerbeek, le 31 mai 1873.
À partir de 1868, il fonde et anime à Bruxelles, la Société libre des beaux-arts, en réaction contre la peinture officielle. Porte-parole du réalisme bourgeois et citadin en Belgique, c'est un fervent adepte de la "Nouvelle école". Il n'hésite pas en tant que réaliste a adopter des positions théoriques entre autres dans la revue de l'Art Libre où il devient le défenseur de Courbet sous le pseudonyme de Hout.
Il se rend en Normandie avec Alfred Verwée (1838-1895) et Joseph Coosemans (1828-1904). 
Coloriste de tempérament, son attachement à la qualité du métier s'illustre dans une œuvre picturale d'une grande diversité regroupant des paysages, des natures mortes, des allégories, des portraits et des scènes de genre. Parfois, la transposition d'un climat de mystère annonce une forme de symbolisme.

## Sélection d'œuvres
- La Femme au bouquet, 1854-1855, Huile sur toile, 131 × 101 cm[3]
- Les Cigognes, (1858), huile sur toile, 153 × 277 cm, Bruxelles, musées royaux des beaux-arts de Belgique[4]
- Enfant de cœur (1859), huile sur toile, musée Charlier à Saint-Josse-ten-Noode.
- La Roulette, (1860), huile sur toile, 153 × 124,5 cm, Bruxelles, musées royaux des Beaux-Arts de Belgique[5]
- Les Hauteurs de Beez, 1861, Huile sur toile, 91 × 140 cm[6]
- Marais, 1863, huile sur toile, 105 × 180 cm, Musée des Beaux-Arts de Gand[7]
- Tête d'homme (étude), 1869, huile sur toile, 47 × 39 cm, Musée des Beaux-Arts de Gand[8]
- Portrait de Mme Roicourt, 1869, huile sur toile, 57 × 49 cm, Musée des Beaux-Arts de Gand[9]
- Eve, 1875, huile sur toile, 142 × 71 cm, Musée des Beaux-Arts de Tournai[10]
- Portrait de femme au jabot lilas, (1876), huile sur toile, 54 x 46 cm, collection particulière Doumerc-Rémy
- La Cigogne (Les cigognes), 1876, huile sur toile, Musée des Beaux-Arts de Tournai[11]
- La Meuse, 1876, huile sur toile, 68 × 97 cm, Musée des Beaux-Arts de Tournai[12]
- Nature morte avec volaille, choux et cruche (1877), huile sur toile, musée Charlier à Saint-Josse-ten-Noode

Dates non documentées
- Le Verger du château, 24 × 30 cm, Musée royal des Beaux-Arts d'Anvers[13]

Œuvres de Louis Dubois
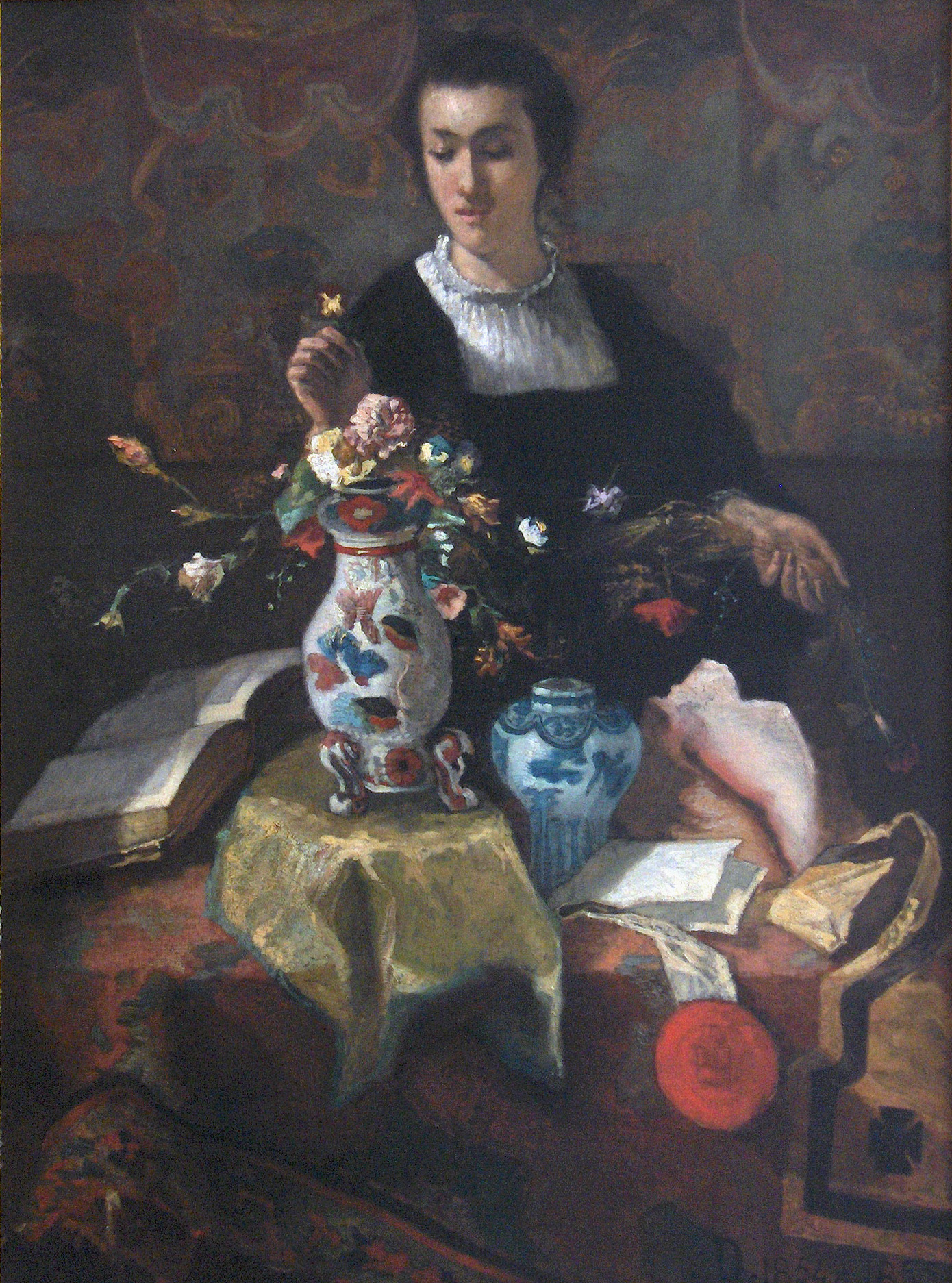
La Femme au bouquet, 1854-1855 Bruxelles, Musées royaux des Beaux-Arts de Belgique
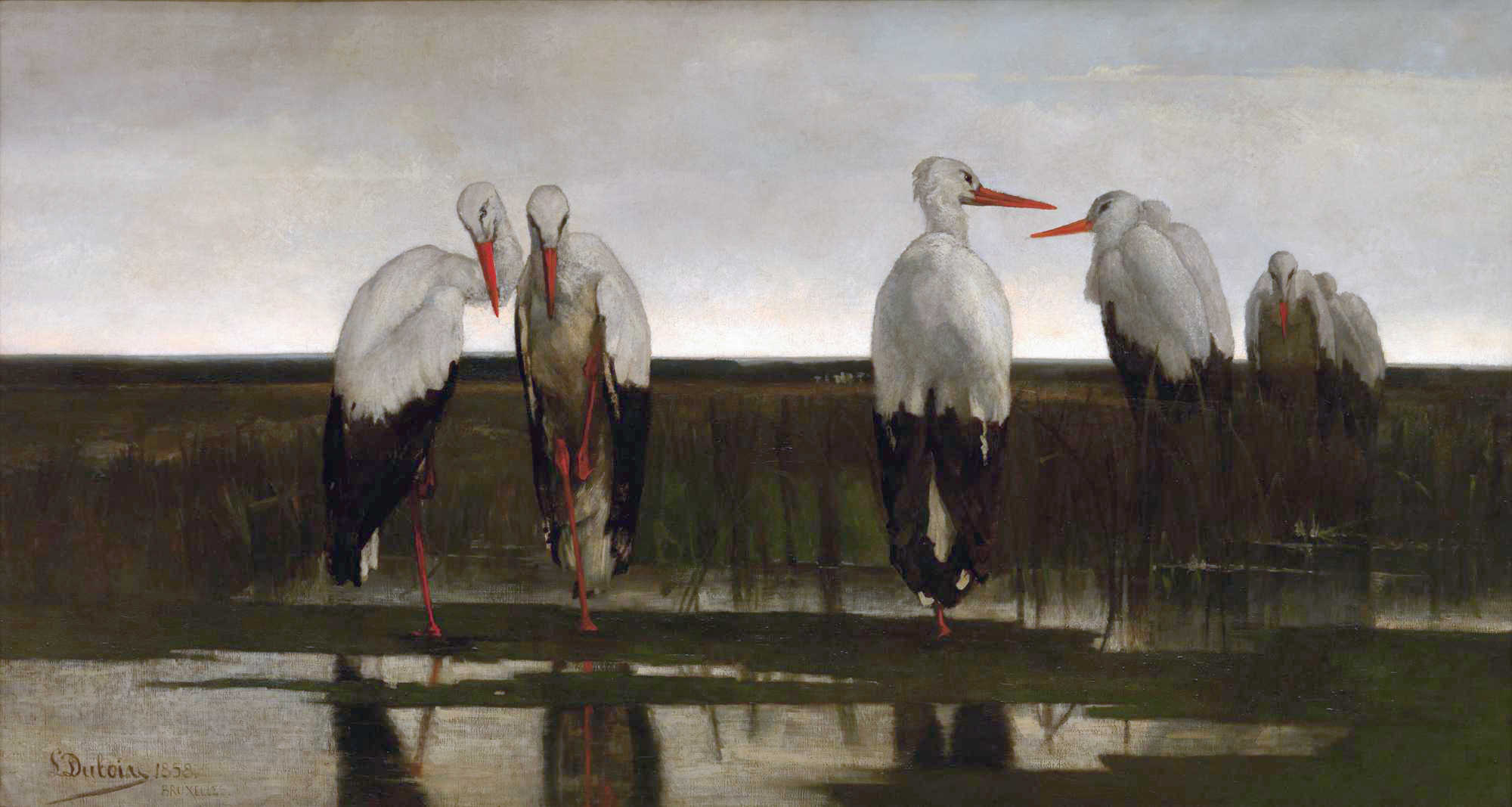
Les Cigognes, 1858 Bruxelles, Musées royaux des Beaux-Arts de Belgique
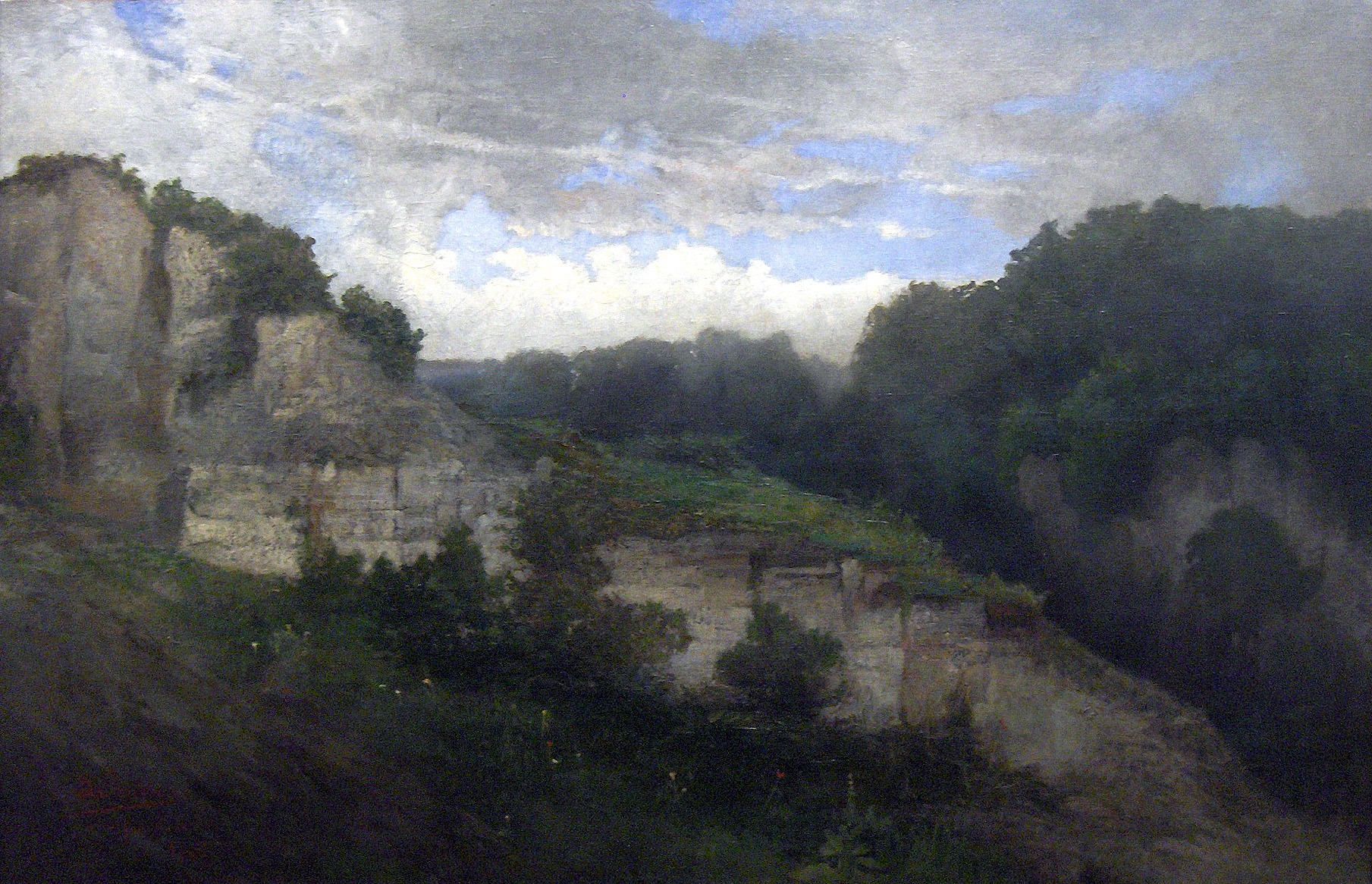
Les Hauteurs de Beez, 1861 Bruxelles, Musées royaux des Beaux-Arts de Belgique
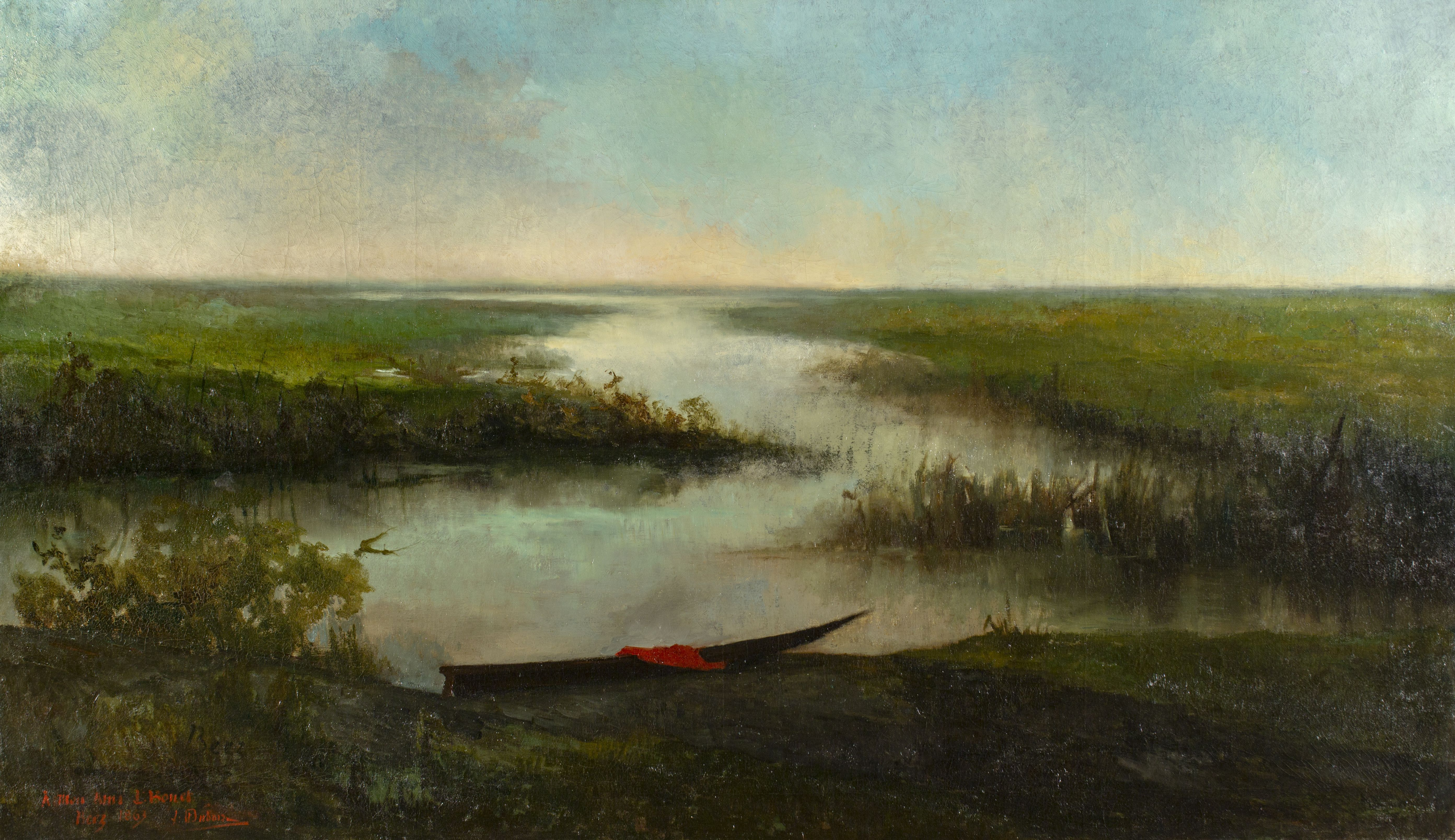
Marais, 1863 Musée des Beaux-Arts de Gand
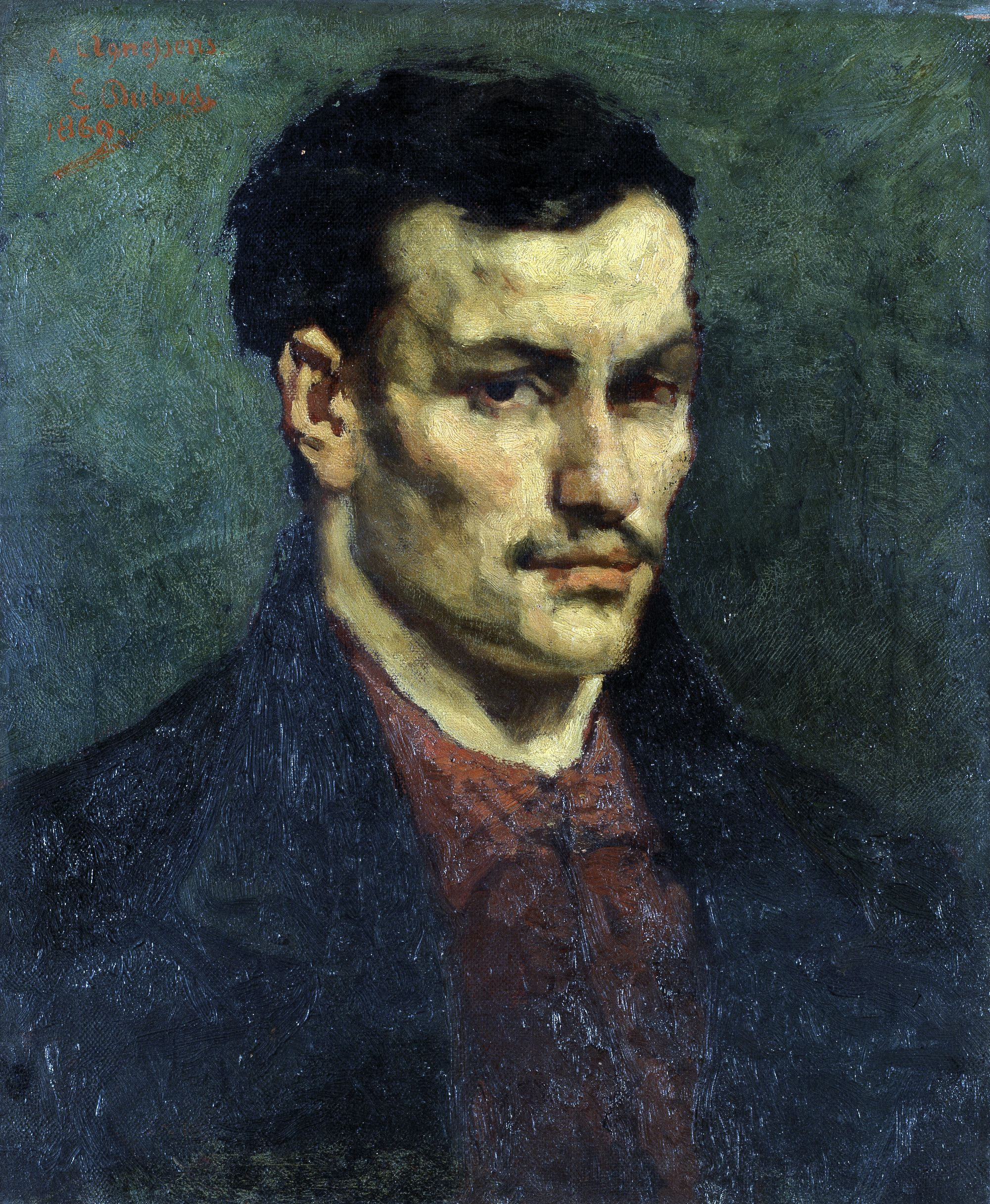
Tête d'homme, Etude, 1869 Musée des Beaux-Arts de Gand
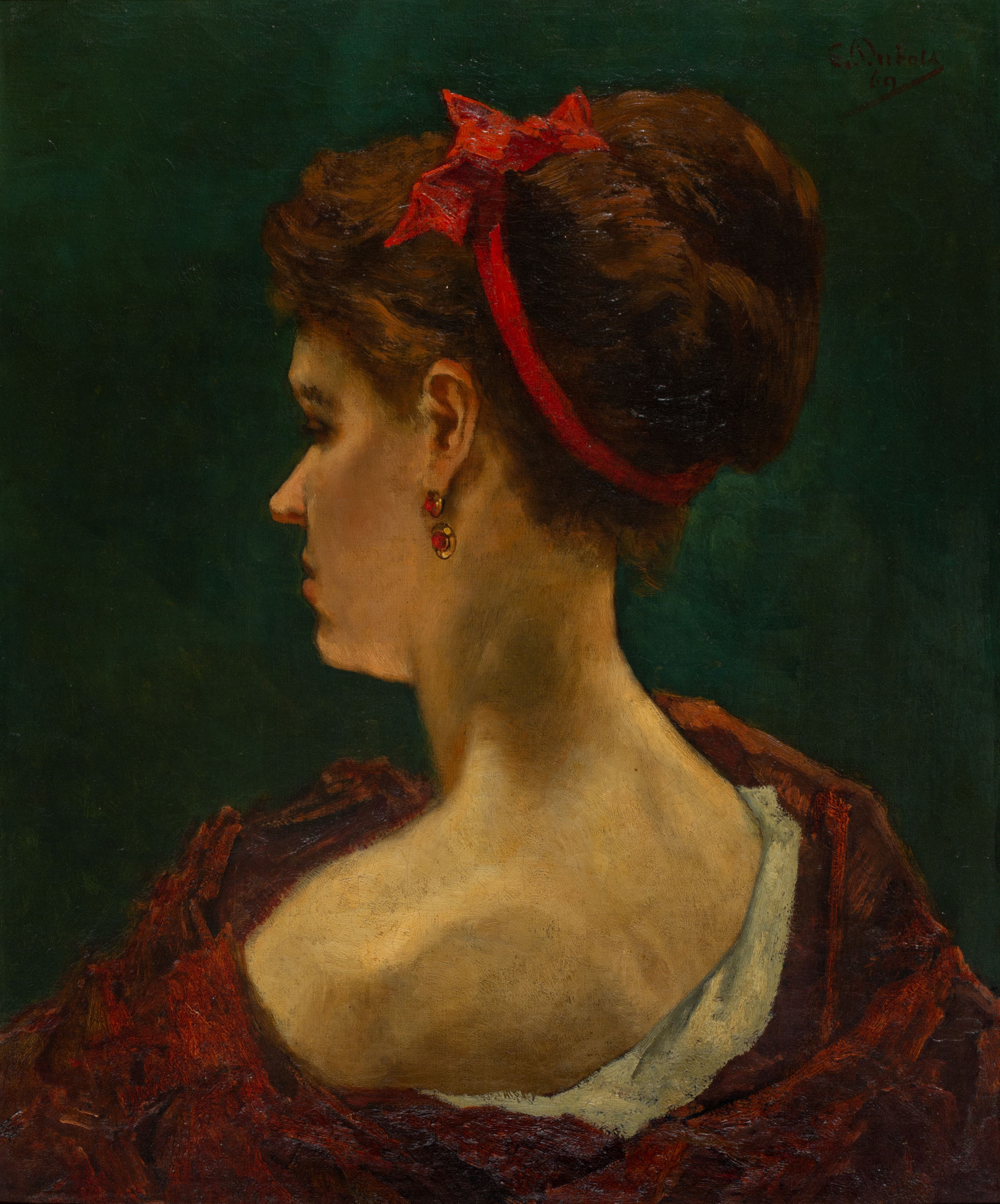
Mme Roicourt, 1869 Musée des Beaux-Arts de Gand
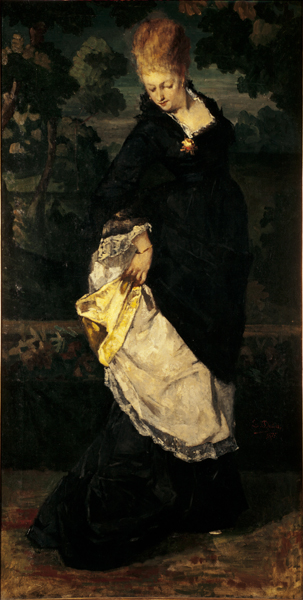
Eve, 1875 Musée des Beaux-Arts de Tournai
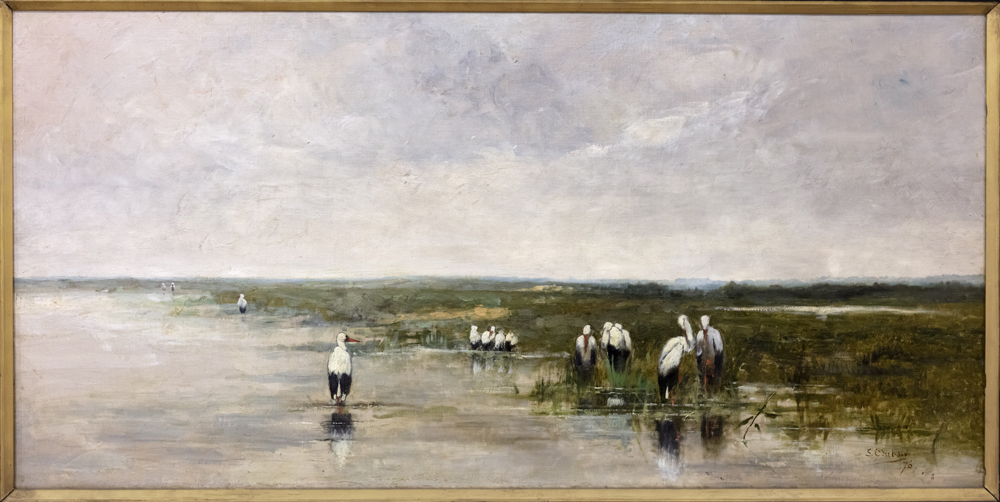
La Cigogne, 1876 Musée des Beaux-Arts de Tournai
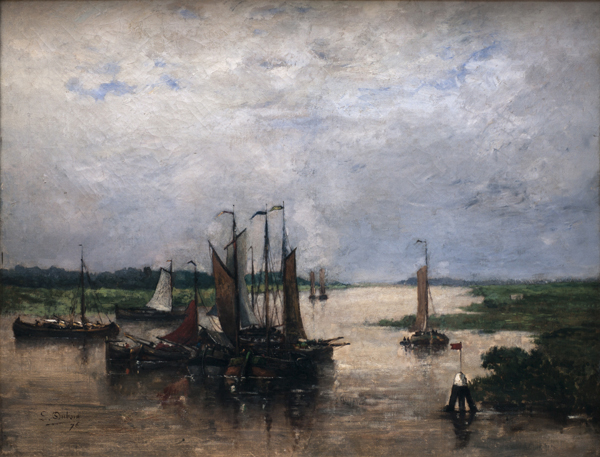
La Meuse, 1876 Musée des Beaux-Arts de Tournai
Le Verger du château Musée des Beaux-Arts de Tournai